# Castillos de Murcia

## Castillos de la Costera Sur
En el entorno de las sierras de Carrascoy y El Valle, Altaona y Escalona se asentaba un anillo defensivo de la ciudad islámica de Murcia que servía como defensa frente a incursiones piratas y de control del paso entre la zona costera y Murcia. El anillo estaba conformado por los castillos de la Asomada del Puerto, del Portazgo, de la Luz, el de Los Garres, el del Puntarrón de Beniaján, el de Alquerías y el del Cabezo, todos ellos comunicados visualmente entre sí.
En el Puerto de La Cadena se alzan imponentes los restos del castillo de la Asomada, del Puerto de La Cadena o del Morrón cuyos orígenes se remontan al siglo XII bajo el gobierno de Muhammad ibn Mardanis. Si bien su construcción respondía a un ambicioso proyecto, nunca llegó a ser culminado por falta de fondos económicos. Desde el mismo se pretendía controlar la tradicional vía de comunicación entre la zona del Campo de Cartagena y la Huerta de Murcia.
Los restos actuales del castillo del Portazgo tienen sus orígenes en el siglo XII, si bien este lugar fue utilizado por diversas culturas como la argárica, romana o árabe. En la actualidad, los restos se encuentran divididos en dos zonas por resultar atravesados por la Autovía Murcia-Cartagena.En la parte superior, se trata de conjugar su carácter de fortaleza, con su empleo como lugar de recreo para los gobernantes de la ciudad (palacete árabe), conservándose en la actualidad varios arcos de estilo árabe, un baño árabe, y varias estancias con bóvedas (quedan sólo unos restos de las mismas). La zona inferior era destinada a las caballerizas y el ganado, encontrándose varios aljibes en la misma.
Los restos del castillo de la Luz o de Santa Catalina del Monte de origen árabe se sitúan 438 metros sobre el nivel del mar, en lo alto de uno de los cerros que del parque regional de Carrascoy y El Valle. El castillo se encuentra sobre la pedanía de La Alberca y Santo Ángel, quedando en pie restos de un torreón, lienzos de muralla y un aljibe. 
El castillo de Los Garres, fortificación de origen visigodo o bizantino, y la guarnición establecida en el cerro denominado Puntarrón de Beniaján, dominaban la entrada al histórico camino de herradura que une la Huerta de Murcia con el Campo de Cartagena a través del Puerto del Garruchal.
El castillo de Tabala, situado en la pedanía de Los Ramos, alcanzó una gran importancia debido a su situación geográfica, por cuanto se asentaba en territorio fronterizo entre los dos reinos, Castilla y Aragón, especialmente en las guerras del siglo XIV con los oriolanos.
En la pedanía de Cañadas de San Pedro se encuentran los restos del castillo del Cabezo del Moro situado sobre las estribaciones de las sierras Altaona y Escalona, al pie del Puerto de San Pedro, zona de transición entre la Huerta de Murcia y la comarca campesina del Mar Menor, siendo posteriormente frontera con el Reino de Aragón.

## Sitio Histórico Monteagudo-Cabezo de Torres

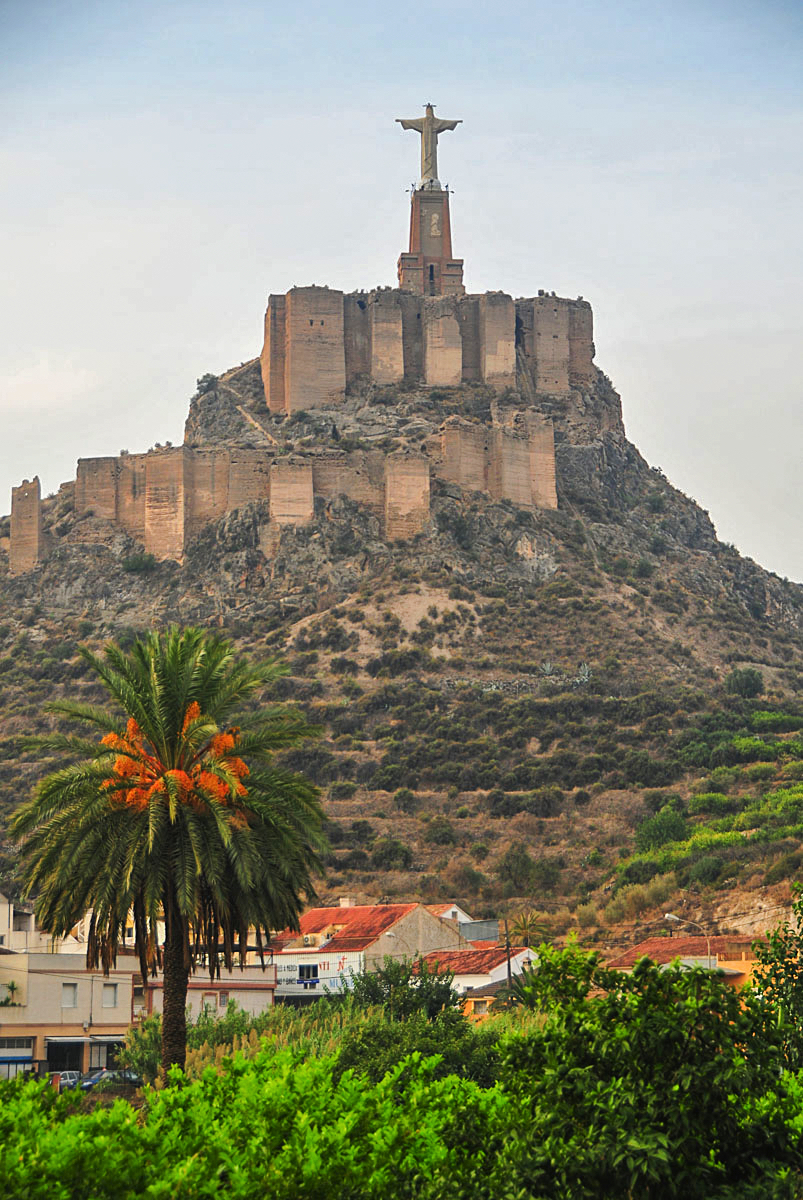
Imagen de las murallas del castillo de Monteagudo.

El Gobierno de la Región de Murcia declaró Bien de Interés Cultural, con categoría de Sitio Histórico, la zona denominada Monteagudo-Cabezo de Torres, un conjunto de construcciones que se extienden desde el castillo de Monteagudo a Cabezo de Torres, en una distancia aproximada de 1,5 kilómetros y dentro del término municipal de Murcia.
El castillo de Monteagudo, con su carácter relativamente aislado e inmediato a la Huerta de Murcia, así como lo abrupto de su relieve, convierte al monte en un punto de importante referencia visual dentro del paisaje huertano. La fortificación ocupa una superficie algo superior a los cinco mil metros cuadrados.
A unos 300 metros del citado castillo se ubica el Castillejo de Monteagudo, palacio de recreo posiblemente del emir Muhammad ibn Mardanis, y centro de una vasta almunia que comprendía terrenos de secano y áreas regadas mediante notables estructuras hidráulicas.
A unos 800 metros de este segundo complejo histórico, siguiendo la carretera que va hacia Cabezo de Torres, se sitúa el castillo de Larache. Desde el punto de vista arquitectónico, esta fortificación presenta una peculiar característica que la diferencia por la total ausencia de torres. Junto a él se localiza una alberca, conocida popularmente como huerto hondo, varias viviendas y una almazara.
En el cerro denominado Cabezo de Abajo está situado lo que queda de otra edificación contemporánea, el castillo de Cabezo de Torres, construido sobre una pequeña elevación de 73 metros de altura y rodeado de construcciones por tres de sus lados, por lo que no sobresale de su entorno.